# Cabeza Reina
Cabeza Reina es un cerro de 1479,40 m s. n. m. de altitud perteneciente al sistema Central. Se ubica en la localidad segoviana de San Rafael del municipio de El Espinar en la  comunidad autónoma de Castilla y León en España.

## Situación
Situada entre San Rafael y La Estación de El Espinar, solitaria en la salida del valle del río Moros y rodeada de las cumbres de la sierra de Guadarrama, de la sierra de Malagón y de la sierra del Quintanar, esta montaña parece pequeña entre los cercanos picos que alcanzan los 2000 m de altitud. Su redondez casi perfecta llama la atención y su situación, a la salida de los túneles de carretera y ferrocarril que atraviesan la sierra, la hacen ser el vértice del cruce de caminos entre la principal vía de comunicación de Madrid con el noroeste peninsular y el camino a la ciudad de Segovia.

## Descripción

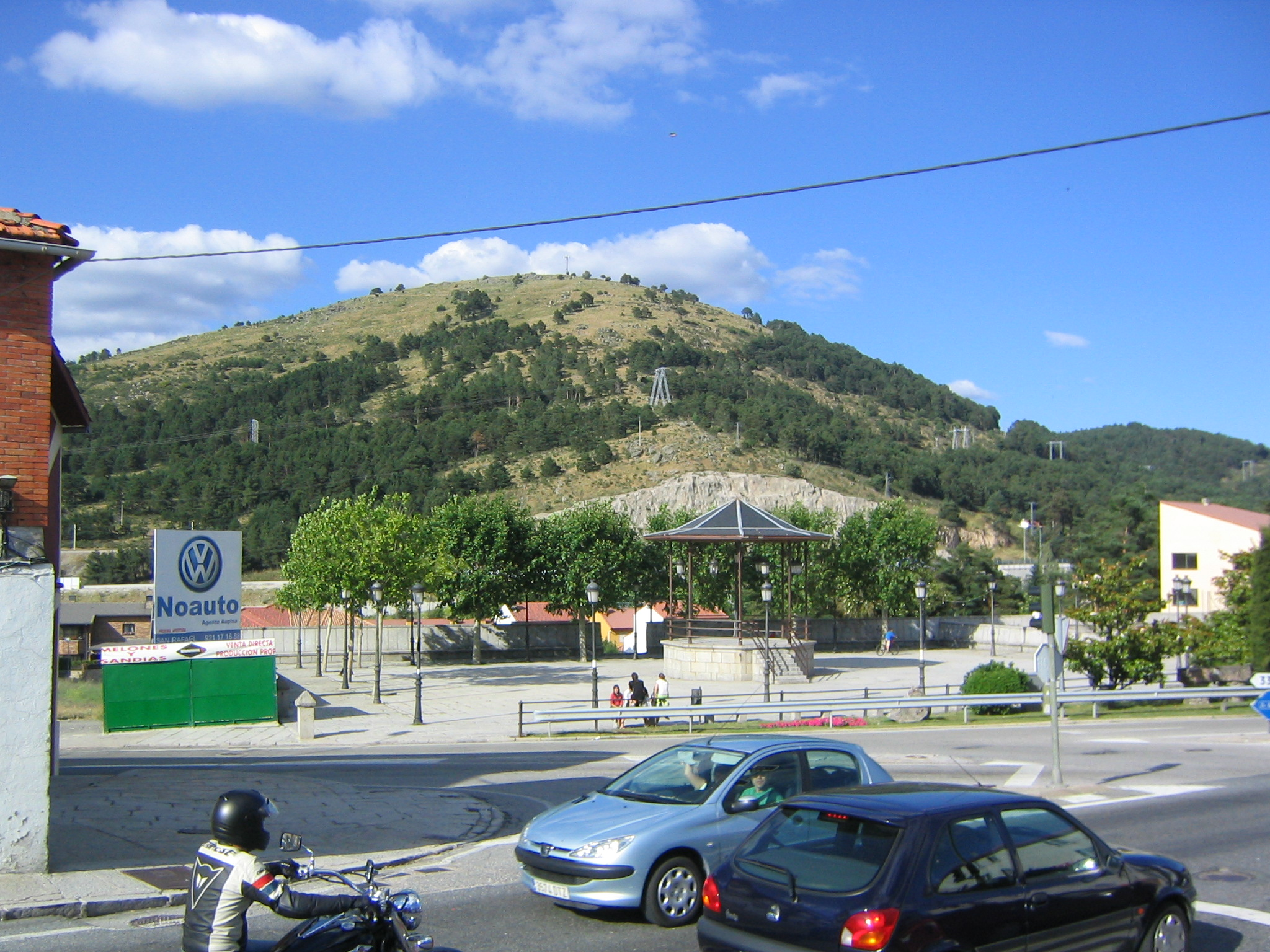
Cabeza Reina vista desde la plaza de la localidad de San Rafael.

Cabeza Reina llama la atención por su redondez, siendo el ejemplo perfecto de la definición de cabezo (monte pequeño y aislado). Su núcleo granítico esta cubierto de vegetación compuesta de árboles que se van perdiendo según se gana altura, dando paso a las praderas de hierba que se torna amarilla en los meses de verano. A sus pies, por la parte Este y Sur, se extienden amplios pinares que cubren las vegas de los ríos Moros y Gudillos. En su cumbre se ubica un vértice geodésico de primer orden .
La cumbre de Cabeza Reina esta coronada por un castillete, que hace las veces de torre de vigilancia, y por una serie de antenas de diferentes servicios de comunicaciones. Esto es así debido a que su altura y situación la convierten en una magnífica atalaya muy cómoda de subir y sin interferencias.
Desde ella se divisa toda la vega alta del río Moros, con el paraje conocido como la Garganta, y toda la vega del Gudillos. Estos terrenos están comprendidos entre la sierra de Guadarrama y la cordal de la sierra del Quintanar y La Mujer Muerta. Al Oeste se eleva la sierra de Malagón, con Cueva Valiente justo enfrente. Al lado Sur de Cueva Valiente continua la sierra de Guadarrama con Cabeza Líjar y hacia el Norte la llanura castellana. El dominio del territorio es amplio en una zona muy sensible a los incendios forestales, por ello la torre de la cima suele servir como torre de observación. 
Una pista permite el ascenso en vehículos todo terreno. Esta pista asciende rodeando el monte dándole un aspecto de "peladura de naranja". Para los vecinos de San Rafael y de La Estación de El Espinar, Cabeza Reina es particularmente querida. Si Cueva Valiente se planta como un monte totémico, Cabeza Reina es el monte amigo y familiar al que se sube en las conmemoraciones en compañía de los amigos.
Distancias:
- Segovia (32km)
- Madrid (45km)

## Rutas de ascenso

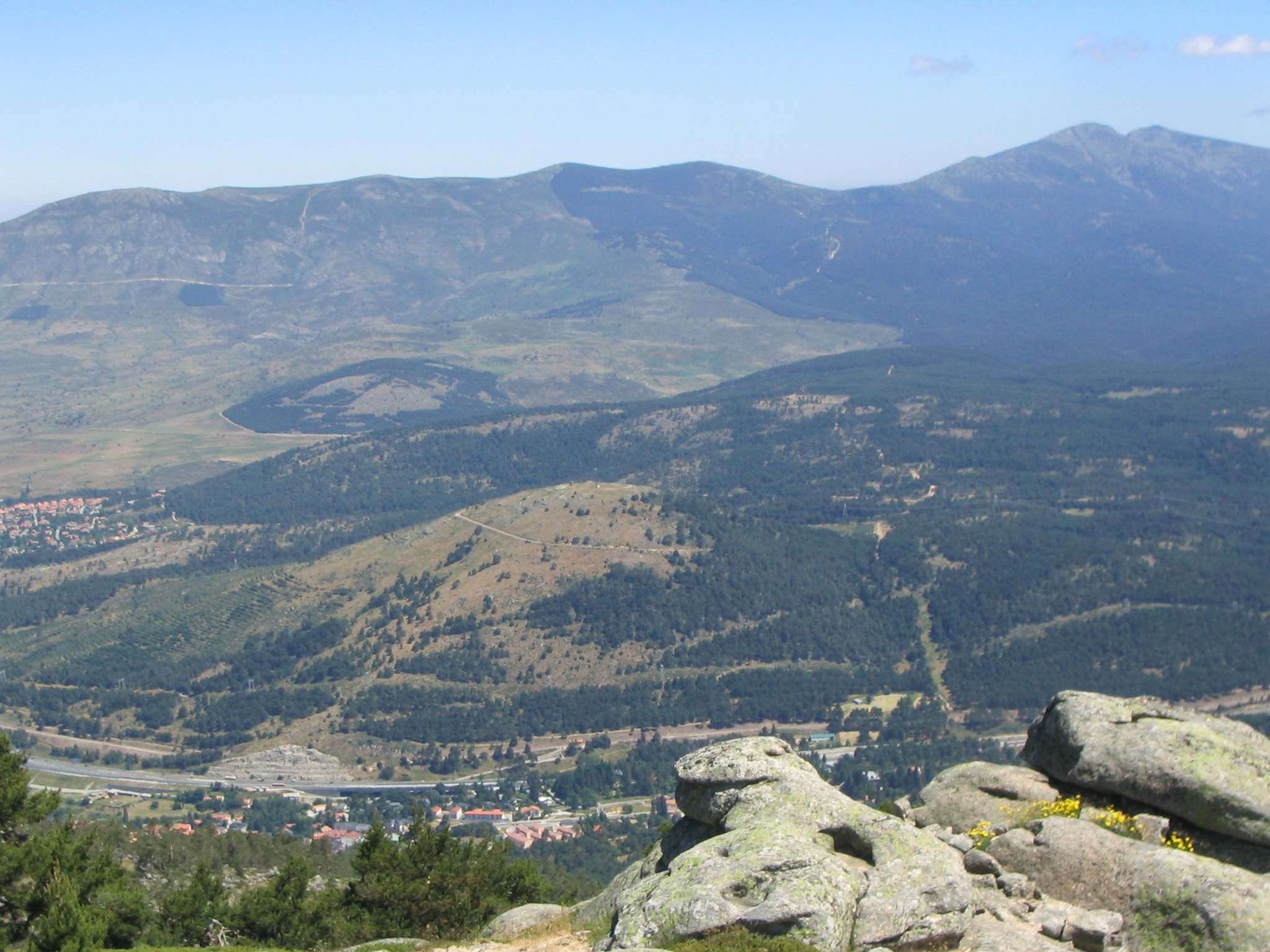
Cabeza Reina vista desde Cueva Valiente.

La principal ruta de ascenso a Cabeza Reina es la pista que sale desde la zona de Gudillos y va rodeando el monte por su ladera. Las características de la vegetación de la ladera de Cabeza Reina permiten acceder a ella desde cualquier sitio campo a través. Uno de los puntos de partida más utilizados es la estación de ferrocarril de San Rafael.
- Desde la estación del ferrocarril de San Rafael.

Se cruzan las vías del tren y se asciende campo a través directamente hacia la cumbre. Se cruzará un par de veces con la pista y se puede coger esta cuando convenga.
- Desde Gudillos.

Se remonta el arroyo Gudillos hasta el paso canadiense y seguimos la carreterita introduciéndonos en un frondoso valle. Cuando nos situamos a los pies de la montaña, que queda situada a nuestra izquierda, hacia el norte, cogemos la pista que asciende rodeando la misma hasta la cumbre.
Tiempos de accesos
- Estación del ferrocarril de San Rafael: 35 min.
- Gudillos: andando (2h) o en vehículo (15 min.).